# Асторе (Мантова)
Асторе је насеље у Италији у округу Мантова, региону Ломбардија.
Према процени из 2011. у насељу је живело 141 становника. Насеље се налази на надморској висини од 126 м.